# Łany Średnie
Łany Średnie (dawn. Łany Wielkie-Stare Dziadówki) – wieś w Polsce położona w województwie śląskim, w powiecie zawierciańskim, w gminie Żarnowiec.

## Części wsi
| SIMC    | Nazwa     | Rodzaj    |
| ------- | --------- | --------- |
| 0225851 | Dziadówki | część wsi |
| 0225868 | Kolonia   | część wsi |
| 0225874 | Podlas    | część wsi |

## Historia
- W trakcie II wojny światowej Łany Średnie były ośrodkiem działalności Armii Ludowej. Wieś była kilkakrotnie pacyfikowana przez niemieckiego okupanta (styczeń 1943 r., 11 maja 1943 r., grudzień 1943 ).

- W latach 1975–1998 miejscowość administracyjnie należała do województwa katowickiego.